# Hadsten Posthus
Hadsten Posthus er en bygning på Østergade i Hadsten, som oprindeligt blev opført som posthus i 1910. Bygningen er tegnet af Hack Kampmann. I 2014 blev bygningen solgt til en privat investor, som har åbnet et motionscenter.
Posthuset i Hadsten foregår siden 2006 fra en postbutik hos SuperBest i Hadsten Centret, og siden 2014 drives et postudleveringssted ved OK Plus i det nordlige Hadsten. Posten udgår fra Randers Distributionscenter.

## Historie
Postmester Terkelsen startede i 1908 et postkontor op i Hadsten, der indtil 1910 blev drevet fra cigarhandler Nielsens ejendom. I 1910 kunne Terkelsen, samt det øvrige personale, tage et nyt posthus i brug, der var tegnet af Hack Kampmann. I slutningen af 2000'erne blev huset betegnet som utidsvarende af Post Danmark, der i den efterfølgende periode havde ejendommen til salg. Det lykkedes dog ikke, og planerne blev droppet. Post Danmark flyttede i 2006 ekspeditionen til SuperBest.
I 2013 besluttede Post Danmark helt at lukke distributionscentret i Hadsten, og i fremtiden at posten skulle udgå fra Randers.
Huset blev i 2014 solgt til en privat investor, der har omdannet det til et fitnesscenter.